# Pnictogen
Pnictogenii sunt elementele chimice din grupa 15 a tabelului periodic, grupă care poartă și denumirea de grupa azotului: azot (N), fosfor (P), arsen (As), stibiu (Sb), bismut (Bi) și moscoviu (Mc). Pentru moscoviu se prezice faptul că ar fi un pnictogen, fiind un element sintetic.
Anterior nomenclaturii IUPAC din prezent, grupa pnictogenilor era cunoscută ca grupa VA.